# Fredrik Ljungberg
Karl Fredrik "Freddie" Ljungberg (wym. [ˈfreːdrɪk ˈjɵŋˌbærj]; ur. 16 kwietnia 1977 w Vittsjö) – szwedzki piłkarz który występował na pozycji pomocnika, a także jako model i trener piłkarski.

## Życiorys
Urodził się jako syn Roya Alve Erling Ljungberga, inżyniera budownictwa lądowego i właściciela firmy budowlanej i konsultingowej, oraz Elisabeth Bodil Ljungberg, szwedzkiej pracowniczki służby zdrowia. Miał młodszego brata Karla Oskara Filipa (ur. 12 września 1984). W 1982 roku, kiedy miał pięć lat wraz z rodziną przeniósł się do Halmstad.

### Kariera piłkarska
Karierę sportową zaczynał od uprawiania piłki ręcznej, z której zrezygnował na rzecz piłki nożnej dopiero po odniesieniu poważnej kontuzji nadgarstka. W 1989 roku, w wieku 12 lat, grał w klubie młodzieżowym Halmstads BK pod kierunkiem trenera Olle Erikssona. W wieku 14 lat dołączył do juniorów pod kierunkiem Roberta Nordströma. Trzy lata później został przeniesiony do starszej drużyny. 23 października 1994 zadebiutował w Allsvenskan przeciw AIK Fotboll. Do Arsenalu przyszedł w 1998 roku z Halmstads za 4,8 miliona euro i od razu stał się kluczową postacią angielskiej drużyny. Dwukrotnie zdobył z klubem mistrzostwo Anglii: 2002 i 2004.
23 lipca 2007 Ljungberg podpisał 4-letni kontrakt z West Ham United. Kosztował 3 miliony funtów. Na początku sezonu 2008/09 za porozumieniem stron rozwiązał kontrakt z klubem. 29 października 2008 podpisał kontrakt z klubem amerykańskiej MLS Seattle Sounders, z którego 30 lipca 2010 przeszedł do amerykańskiej drużyny Chicago Fire. 30 grudnia 2010 podpisał kontrakt z Celtic F.C.
27 sierpnia 2011 podpisał roczny kontrakt z japońskim Shimizu S-Pulse. W 2014 był zawodnikiem indyjskiego klubu Mumbai City FC.

### Kariera reprezentacyjna
Był czołowym zawodnikiem reprezentacji Szwecji, w której zadebiutował 24 stycznia 1998 roku i rozegrał 75 spotkań. Grał z nią w dwóch turniejach finałowych o mistrzostwo Europy, w 2000 i 2004 roku, a także w dwóch turniejach o mistrzostwo świata, w 2002 i 2006. Swoją pierwszą bramkę w reprezentacji zdobył w wygranym 1:0 meczu z Polską na Stadionie Śląskim w Chorzowie po rajdzie przez pół boiska.

### Kariera w modelingu
W 2003, 2005 i 2007 roku pracował jako model reklamując bokserki dla marki Calvin Klein. Brał udział w reklamie Nike, Procter & Gamble, L’Oréal, Puma SE, Beats, ESPN, chipsy Pringles (2006) i Pepsi. W grudniu 2003 trafił na okładkę amerykańskiej edycji Men’s Health, a w kwietniu 2006 znalazł się w brytyjskiej edycji Attitude.

### Kariera trenerska
W latach 2016–2017 był trenerem Arsenal U15. W 2017 był asystentem trenera niemieckiego klubu VfL Wolfsburg. W latach 2018–2019 był trenerem Arsenal U23.
1 lipca 2019 został asystentem trenera Arsenalu. 29 listopada 2019, po zwolnieniu dotychczasowego managera Arsenalu, został tymczasowym pierwszym trenerem.

## Życie prywatne
Spotykał się ze Stephanie Saunders (2000), szwedzką piosenkarką Denise Lopez (2002 do czerwca 2003), Lauren Gold (od kwietnia 2004 do lipca 2005), Anarą Atanes (od listopada 2006 do 2007), Louisa Lytton (w grudniu 2006), Gią Johnson (2007), Darią Werbowy (2008) i Natalie Imbruglia (2008). W 2008 roku, podczas gry w West Ham United F.C., poznał Natalie Foster, z którą ma córkę Arię Billie (ur. 2013). Pobrali się 9 czerwca 2014 roku podczas ceremonii przed Muzeum Historii Naturalnej w Londynie.